# مرکز صدا و سیمای زیباکنار

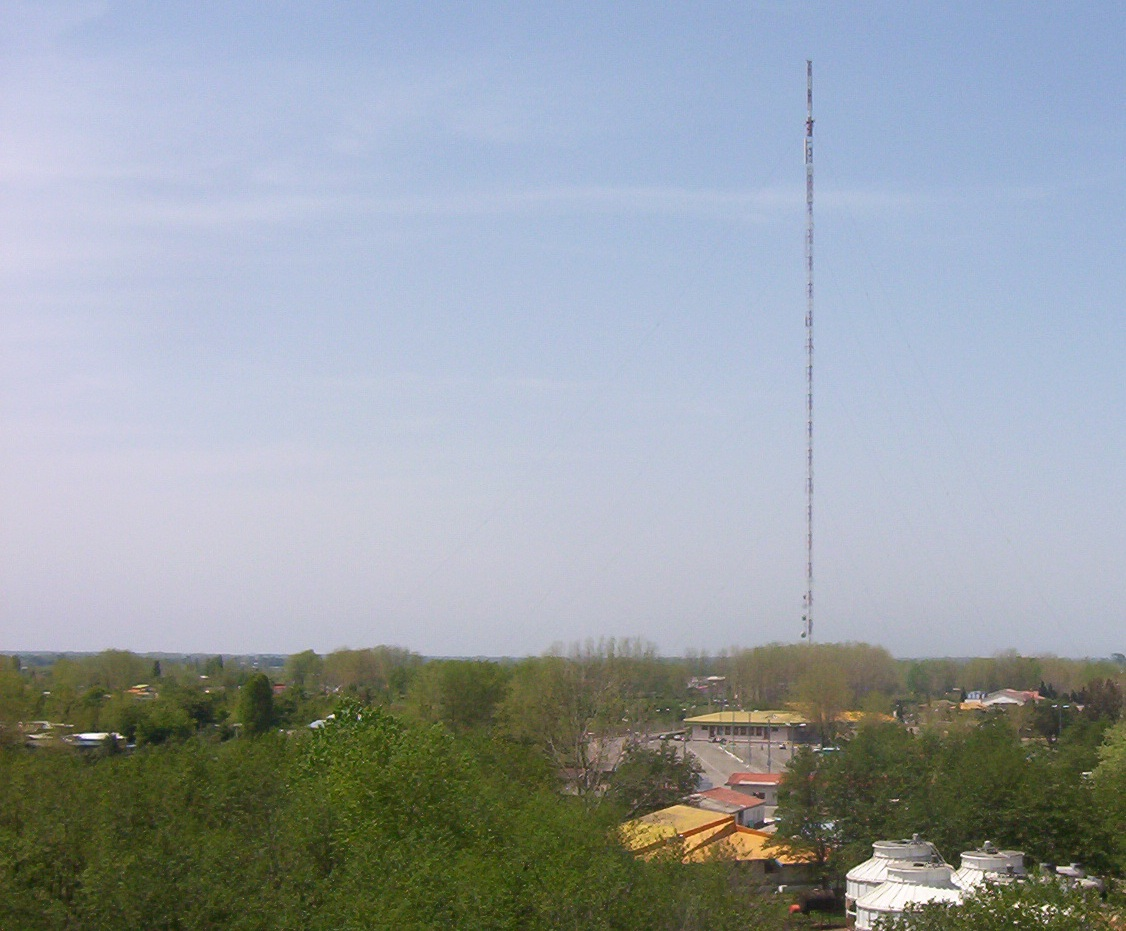

مرکز صدا و سیمای زیباکنار یک مرکز مخابراتی است که تا پیش از ساخت برج میلاد بلندترین سازه ایران بود و هم‌اکنون با ارتفاع ۳۶۵ متر دومین سازه بلند ایران است. این سازه در منطقه تفریحی صدا و سیمای جمهوری اسلامی در روستای زیباکنار مرکز دهستان علی‌آباد زیباکنار بخش لشت نشا شهرستان رشت، استان گیلان واقع شده‌است. این آنتن پخش برنامه‌های تلویزیونی ده استان شمالی ایران را پوشش می‌دهد. فرستنده تلویزیونی مرکز گیلان در سال ۱۳۴۹/۰۲/۰۷ خورشیدی به قدرت kw ۲ با پخش برنامه‌های شبکه اول تلویزیون در ایستگاه تلویزیونی زیباکنار توسط مهندسین فرانسوی نصب و راه اندازی شد. در ابتدا این فرستنده علاوه بر پوشش گیلان، استان‌های مازندران و گرگان را پوشش می‌داد. برای اینکه ساکنان استان مازندران بهتر بتوانند از برنامه‌های تلویزیونی گیلان بهره‌مند شوند، فرستنده تلویزیونی را در بلندترین نقطه کوه‌های منطقه مازندران ساخته شد تا تصویر و صدای برنامه‌های شبکه تلویزیونی کشور به دورترین نقطه استان مازندران نیز برسد که بعدها با توجه به گستردگی کار فرستنده‌ها و نصب فرستنده‌های جدید از مرکز گیلان جدا شدند. آنتن فرستنده تلویزیونی گیلان با ۳۲۳ متر ارتفاع بلندترین آنتن تلویزیونی ایران است که در روستای ساحلی زیباکنار قد برافراشته و با قدرت ۲۰ کیلووات انرژی و ۲۸۰۰ کیلووات تشعشع قادر است صدا و تصویر گیلان را به همه روستاها و شهرهای استان از دامنه شمالی البرز تا ماسه زارهای کرانه جنوبی دریای خزر برساند.

## فرکانس شبکه‌های صدا و سیما

### دیجیتال
فرستنده اول دیجیتال(H264) (TS1): کانال ۲۲ باند UHF: نسخهSD یازده شبکه «یک، دو، سه، چهار، نسیم، خبر، آموزش، قرآن، مستند، امید و پویا»‌
فرستنده دوم دیجیتال(H264) (TS2): کانال ۲۸ باند UHF: نسخه SD نُه شبکه «نمایش، افق، آی‌فیلم، تماشا، خبر ۲، ورزش، سلامت و باران» + رادیونمای استانی + ۲۳ رادیو
فرستنده سوم دیجیتال(HEVC.H265) (TS3): کانال ۳۴ باند UHF نسخهHD هشت شبکه «یک، دو، سه، ورزش، آی‌فیلم، خبر، نسیم و پویا» + چهار رادیونمای «ایران، آوا، جوان و پیام»

### رادیو
رادیو جوان: FM 89.0 MHz
رادیو ایران (سراسری): FM 91.0 MHz
رادیو ورزش: FM 93.0 MHz
رادیو گیلان: FM 95.0 MHz
رادیو معارف: FM 97.0 MHz
رادیو اقتصاد: FM 99.0 MHz
رادیو قرآن: FM 101.0 MHz
رادیو آوا: FM 103.0 MHz
رادیو پیام: FM 105.0 MHz
رادیو فرهنگ: FM 107.0 MHz